# Spominski znak Vražji kamen - Otovec
Spominski znak Vražji kamen - Otovec je spominski znak Slovenske vojske, ki je bil podeljen pripadnikom takratne TO RS, ki so sodelovali pri zavzetju skladišča Vražji kamen in Otovec.
Prejela sta ga le dva pripadnika TO RS:
- Branko Kobetič (1) in
- Tomaž Strgar (2).